# Circle line
Circle Line é uma linha do Metropolitano de Londres em forma de espiral, indo de Hammersmith a Edgware Road e então dando uma volta uma vez em torno centro de Londres de volta a Edgware Road. A ferrovia está abaixo da terra no trecho central e na volta a leste de Paddingdon, e, ao contrário das ferrovias profundas de tubo de Londres, os túneis ferroviários estão apenas abaixo da superfície e do tamanho similar àqueles nas linhas principais britânicas. Colorida amarelo no mapa do Metropolitano, a linha de 22 quilômetros serve 36 estações, incluindo a maioria dos terminais das linhas ferroviárias principais de Londres. A maior parte da rota e todas as estações são compartilhados com as linhas District, Hammersmith & City e Metropolitan. Na linha Circle e na linha Hammersmith & City combinadas, são realizados mais de 114 milhões de viagens de passageiros por ano. 21 das 36 estações estão abaixo do solo.
O primeiro trecho foi aberto em 1863, quando a Metropolitan Railway abriu a primeira linha de metrô do mundo entre Paddington e Farringdon com carruagens de madeira e locomotivas a vapor. No mesmo ano, um relatório do comitê seleto recomendou um "círculo interno" de linhas ferroviárias conectando os terminais ferroviários de Londres, e a Metropolitan District Railway (comumente conhecida como a District Railway) foi formada para construir a porção sul da linha. Devido ao conflito entre as duas empresas foi em outubro de 1884 antes do círculo interno que foi concluída. A linha foi eletrificada em 1905, e em julho de 1933 as duas empresas foram amalgamadas no Londres Passenger Transport Board. Em 1949, a linha Circle apareceu como uma linha separada pela primeira vez no mapa do Metrô. Em dezembro de 2009, o circuito fechado em torno do centro de Londres, no lado norte do Rio Tâmisa foi quebrado em Edgware Road e se estendeu a oeste para se tornar uma espiral que serve Hammersmith.
O sistema de sinalização está sendo atualizado e os trens C Stock recentemente foram substituídos por novos trens S Stock de 7 carros, em um programa concluído em 2015.

## Estações

- Hammersmith
- Goldhawk Road
- Shepherd's Bush Market
- Wood Lane
- Latimer Road
- Ladbroke Grove
- Westbourne Park
- Royal Oak
- Paddington
- Edgware Road
- Baker Street
- Great Portland Street
- Euston Square
- King's Cross St. Pancras
- Farringdon
- Barbican
- Moorgate
- Liverpool Street
- Aldgate
- Tower Hill
- Monument
- Cannon Street
- Mansion House
- Blackfriars
- Temple
- Embankment
- Westminster
- St. James's Park
- Victoria
- Sloane Square
- South Kensington
- Gloucester Road
- High Street Kensington
- Notting Hill Gate
- Bayswater
- Paddington
- Edgware Road